# Lissjön (Husby socken, Dalarna)
Lissjön är en sjö i Hedemora kommun i Dalarna och ingår i Dalälvens huvudavrinningsområde. Sjön har en area på 0,142 kvadratkilometer och ligger 81,5 meter över havet.

## Delavrinningsområde
Lissjön ingår i det delavrinningsområde (669811-151168) som SMHI kallar för Utloppet av Lissjön. Medelhöjden är 114 meter över havet och ytan är 4,04 kvadratkilometer. Det finns inga avrinningsområden uppströms utan avrinningsområdet är högsta punkten. Vattendraget som avvattnar avrinningsområdet har biflödesordning 2, vilket innebär att vattnet flödar genom totalt 2 vattendrag innan det når havet efter 162 kilometer. Avrinningsområdet består mestadels av skog (50 procent) och jordbruk (36 procent). Avrinningsområdet har 0,14 kvadratkilometer vattenytor vilket ger det en sjöprocent på 3,5 procent.